# Brisinga costata
Brisinga costata is een zeester uit de familie Brisingidae.
De wetenschappelijke naam van de soort werd in 1884 gepubliceerd door Addison Emery Verrill.